# Achryson surinamum
Achryson surinamum (лат.) — вид жуков-усачей из подсемейства собственно усачей. Распространён на юге Северной Америки, в Центральной и Южной Америке — от юго-западных США до Аргентины, в Мексике (в штате Нижняя Калифорния), Пуэрто-Рико и на островах в Карибском море. Кормовыми растениями личинок являются акация низбегающая, Acacia mearnsii, акация чёрная, альбиция ленкоранская, Albizia lebbeck, бруссонетия бумажная, Brya ebenus, казуарина хвощевидная, каркас южный, Celtis iguanaea, каменное дерево вылощенное, камфорное дерево, Enterolobium contortisiliquum, эвкалипт ягодный, Eucalyptus tereticornis, эвкалипт прутовидный, ятоба, кремовый боб, Leucaena pulverulenta, Maclura tinctoria, шелковица белая, шелковица чёрная, Parkinsonia aculeata, Prosopis alba, Prosopis juliflora, робиния щетинистоволосая, Robinia pseudacacia, Senna alata, Stahlia monosperma, тамаринд, Vachellia farnesiana и глициния китайская.